# 東三條站
東三條站（日语：／ Higashi-Sanjō eki */?）是一個位於日本新潟縣三條市東三條，屬於東日本旅客鐵道（JR東日本）、日本貨物鐵道（JR貨物）的鐵路車站。

## 車站構造
側式月台（一部分切欠式月台）1面2線，島式月台1面2線的地面車站。兩個月台與南口站舍之間以跨線橋聯絡。

### 月台配置
| 月台 | 路線      | 方向         | 目的地                 | 備註         |
| ---- | --------- | ------------ | ---------------------- | ------------ |
| 0    | ■彌彥線   | 上行         | 燕三條、吉田、彌彥方向 | 此站始發     |
| 1    | ■信越本線 | 下行         | 加茂、新津、新潟方向   |              |
| 2    | ■信越本線 | （待避列車） | （待避列車）           | （待避列車） |
| 2    | ■彌彥線   | 上行         | 燕三條、吉田、彌彥方向 |              |
| 3    | ■信越本線 | 上行         | 長岡方向               |              |

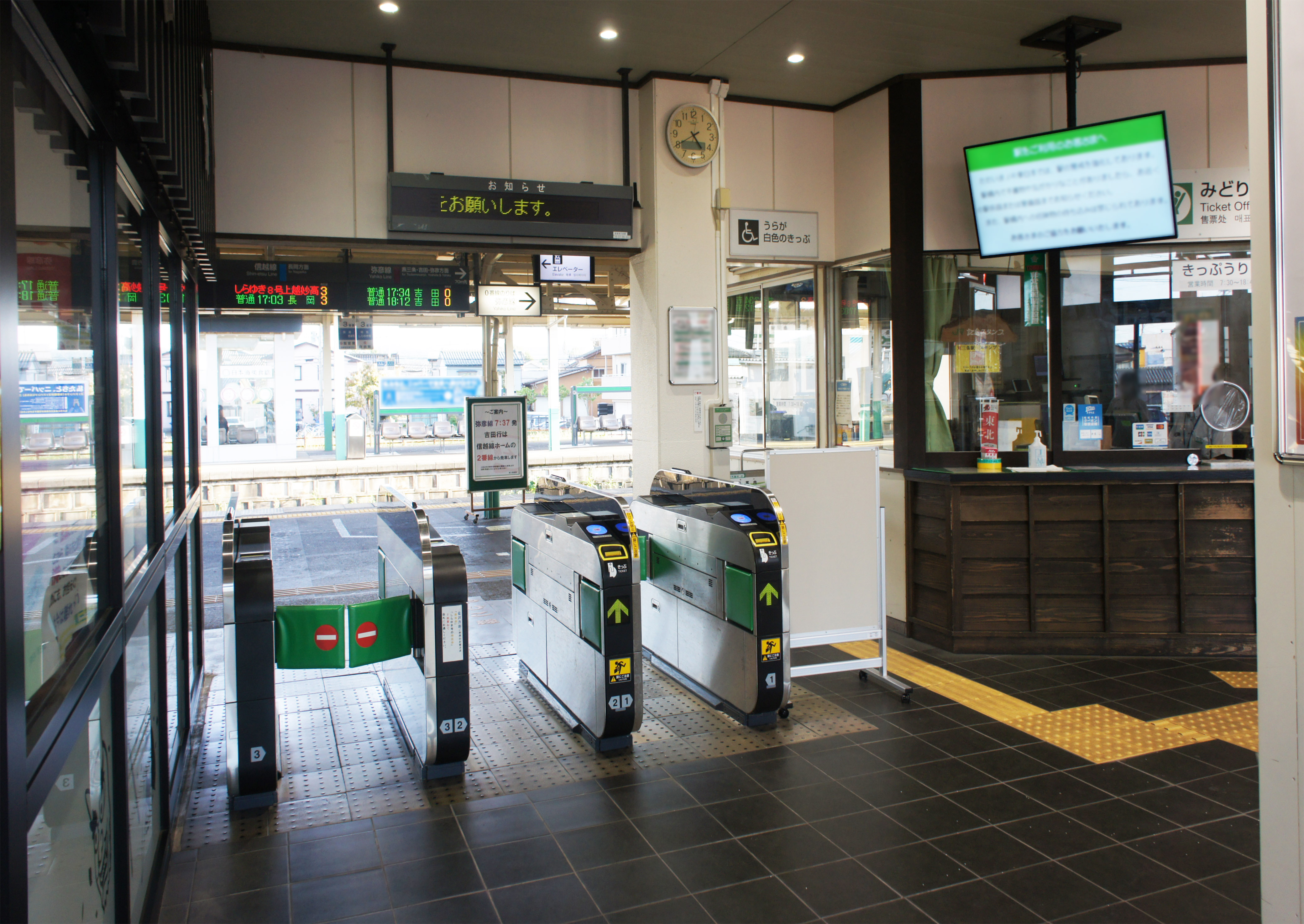
北檢票口（2021年9月）
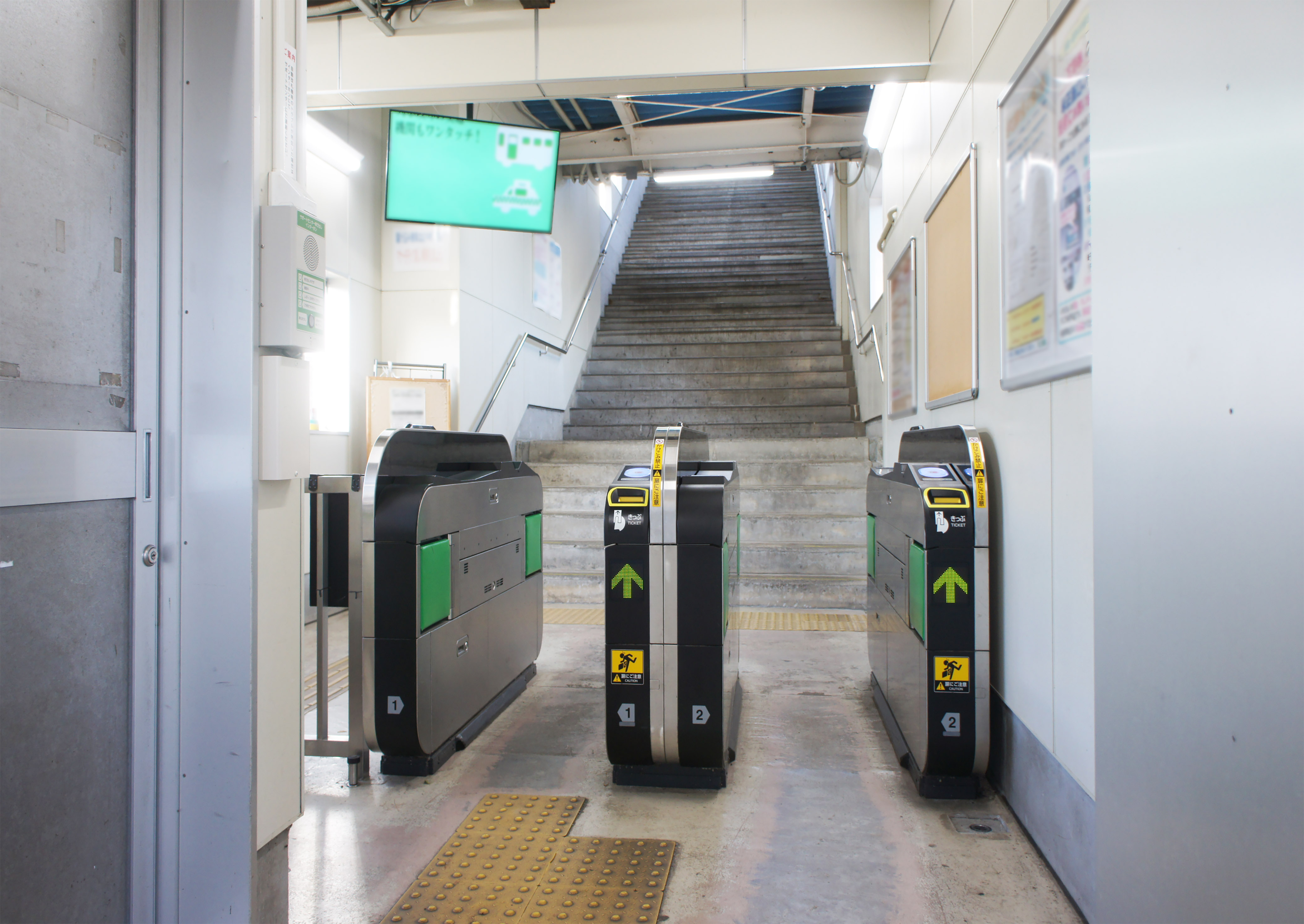
南檢票口（2021年9月）
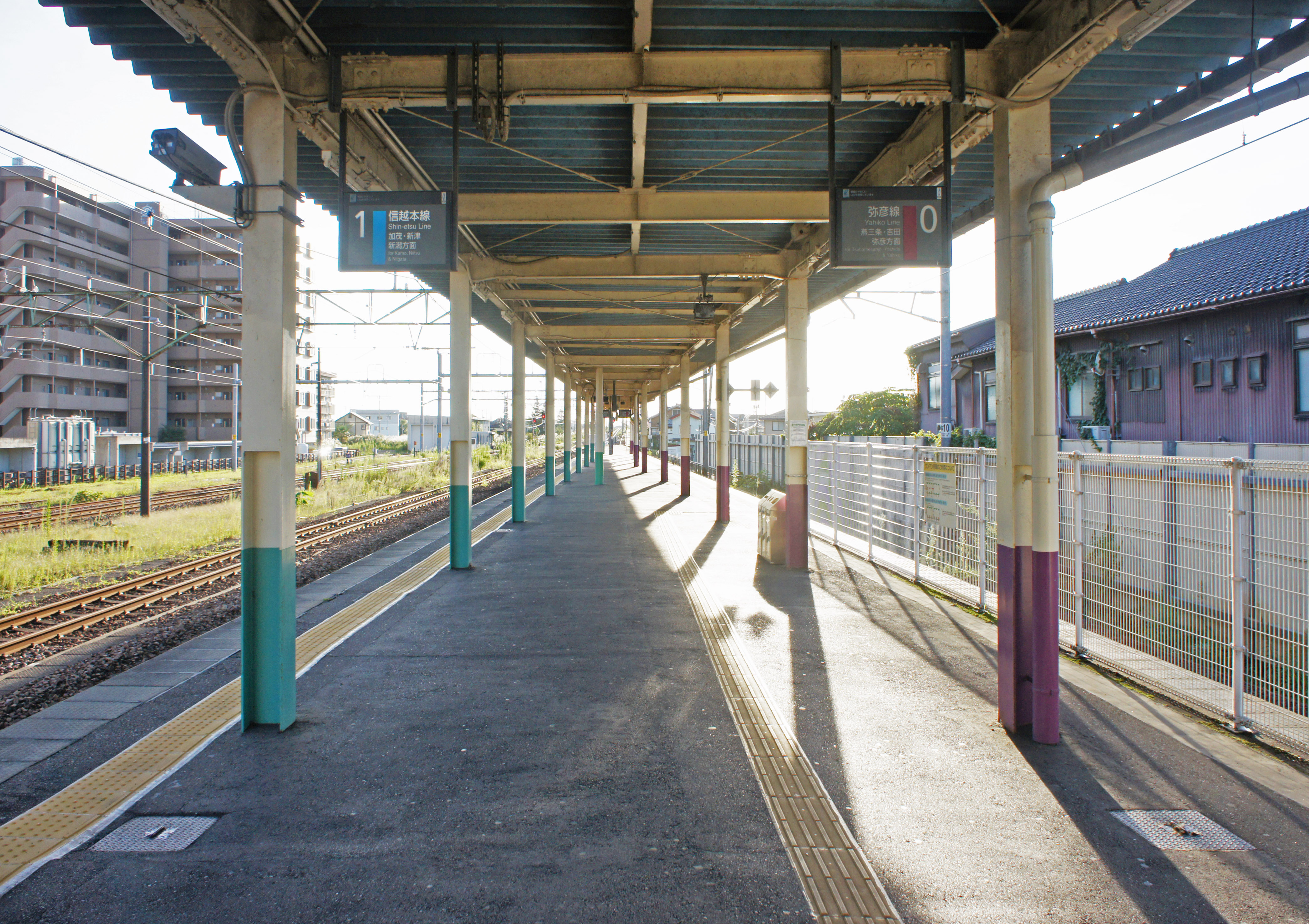
0・1號月台（2021年9月）
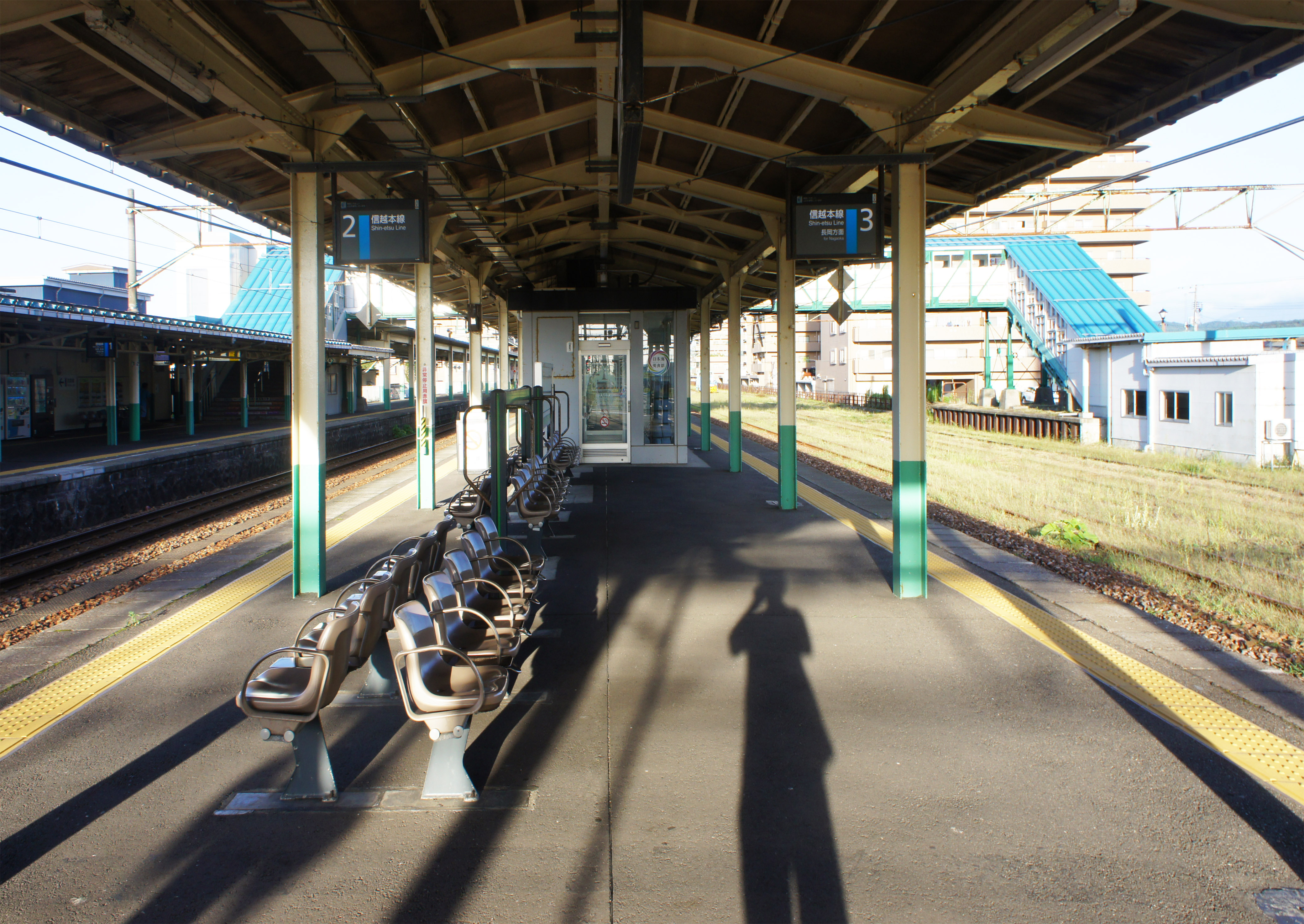
2・3號月台（2021年9月）
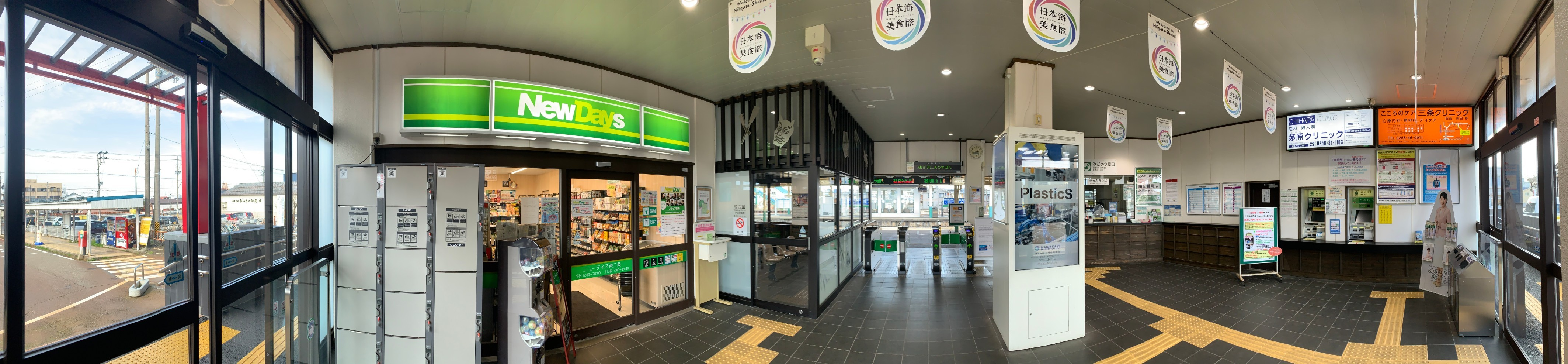
大堂全景（2020年3月）

## 使用情況
根據JR東日本，2018年度（平成30年度）的1日平均上車人次為2,704人。
近年的推移如下表。
| 上車人次推移       | 上車人次推移     | 上車人次推移    |
| 年度               | 1日平均 上車人次 | 來源            |
| ------------------ | ---------------- | --------------- |
| 2000年（平成12年） | 3,380            | [ 利用客数 2 ]  |
| 2001年（平成13年） | 3,313            | [ 利用客数 3 ]  |
| 2002年（平成14年） | 3,138            | [ 利用客数 4 ]  |
| 2003年（平成15年） | 3,048            | [ 利用客数 5 ]  |
| 2004年（平成16年） | 2,917            | [ 利用客数 6 ]  |
| 2005年（平成17年） | 2,993            | [ 利用客数 7 ]  |
| 2006年（平成18年） | 2,942            | [ 利用客数 8 ]  |
| 2007年（平成19年） | 2,877            | [ 利用客数 9 ]  |
| 2008年（平成20年） | 2,886            | [ 利用客数 10 ] |
| 2009年（平成21年） | 2,762            | [ 利用客数 11 ] |
| 2010年（平成22年） | 2,771            | [ 利用客数 12 ] |
| 2011年（平成23年） | 2,847            | [ 利用客数 13 ] |
| 2012年（平成24年） | 2,902            | [ 利用客数 14 ] |
| 2013年（平成25年） | 2,947            | [ 利用客数 15 ] |
| 2014年（平成26年） | 2,803            | [ 利用客数 16 ] |
| 2015年（平成27年） | 2,870            | [ 利用客数 17 ] |
| 2016年（平成28年） | 2,781            | [ 利用客数 18 ] |
| 2017年（平成29年） | 2,733            | [ 利用客数 19 ] |
| 2018年（平成30年） | 2,704            | [ 利用客数 1 ]  |

## 相鄰車站
東日本旅客鐵道（JR東日本）
■信越本線
- 特急「白雪」、快速「Rakuraku列車信越」「早安信越」停靠站

■快速
三條－東三條－加茂
■普通
三條－東三條－保內
■彌彥線
北三條－東三條

### 曾經存在的路線
日本國有鐵道
彌彥線（廢除路段）
東三條－越後大崎

### 來源
1. 1 2 3 4 5 6  . 週刊朝日百科. 21号 新潟駅・弥彦駅・津南駅ほか. 朝日新聞出版. 2012-12-30: 24.
2. 1 2 3 4  . 東日本旅客鉄道.   [2020-02-01]. （原始内容存档于2020-02-01）.

### 使用情況
1. 1 2  . 東日本旅客鉄道.   [2019-07-16]. （原始内容存档于2019-07-05）.
2. ↑  . 東日本旅客鉄道.   [2019-04-04]. （原始内容存档于2019-03-28）.
3. ↑  . 東日本旅客鉄道.   [2019-04-04]. （原始内容存档于2019-03-28）.
4. ↑  . 東日本旅客鉄道.   [2019-04-04]. （原始内容存档于2019-03-28）.
5. ↑  . 東日本旅客鉄道.   [2019-04-04]. （原始内容存档于2019-03-28）.
6. ↑  . 東日本旅客鉄道.   [2019-04-04]. （原始内容存档于2019-03-28）.
7. ↑  . 東日本旅客鉄道.   [2019-04-04]. （原始内容存档于2019-03-28）.
8. ↑  . 東日本旅客鉄道.   [2019-04-04]. （原始内容存档于2019-03-28）.
9. ↑  . 東日本旅客鉄道.   [2019-04-04]. （原始内容存档于2019-03-28）.
10. ↑  . 東日本旅客鉄道.   [2019-04-04]. （原始内容存档于2019-03-28）.
11. ↑  . 東日本旅客鉄道.   [2019-04-04]. （原始内容存档于2019-03-28）.
12. ↑  . 東日本旅客鉄道.   [2019-04-04]. （原始内容存档于2019-03-28）.
13. ↑  . 東日本旅客鉄道.   [2019-04-04]. （原始内容存档于2019-03-28）.
14. ↑  . 東日本旅客鉄道.   [2019-04-04]. （原始内容存档于2019-03-22）.
15. ↑  . 東日本旅客鉄道.   [2019-04-04]. （原始内容存档于2016-03-04）.
16. ↑  . 東日本旅客鉄道.   [2019-04-04]. （原始内容存档于2019-03-22）.
17. ↑  . 東日本旅客鉄道.   [2019-04-04]. （原始内容存档于2019-03-22）.
18. ↑  . 東日本旅客鉄道.   [2019-04-04]. （原始内容存档于2019-03-22）.
19. ↑  . 東日本旅客鉄道.   [2019-04-04]. （原始内容存档于2019-03-22）.

## 外部連結
- JR東日本 東三條站 （页面存档备份，存于）